# L'Église
Pour l’article ayant un titre homophone, voir Léglise.
L'Église est une pièce de théâtre de l'écrivain français Louis-Ferdinand Céline, rédigé en 1926 et publiée par Denoël & Steele en 1933. 

## Description de l'œuvre
Écrite dans sa chambre parisienne alors qu'il est âgé de 32 ans, en 1926, cette pièce ne peut pas être vue comme le fondement de l'œuvre majeure de l'auteur, Voyage au bout de la nuit. En effet, Céline, de son propre aveu, se montre médiocre dans le genre théâtral : « Je ne suis pas un homme de théâtre, peut-être que mes dialogues les feront marrer... En tout cas, il y a une technique spéciale, des trucs, un certain nœud qui m'échappe... » (L'Intransigeant, 1er juillet 1933). Par ailleurs, son style littéraire n'est pas encore très assuré, et la pièce peut donc être vue comme une répétition générale du Voyage au bout de la nuit.
Jean-Paul Sartre, au début de son roman La Nausée, cite en exergue une phrase de L'Église « C'est un garçon sans importance collective, c'est tout juste un individu. »

## Argument
Louis-Ferdinand Céline en parlera comme d'une pièce sur la Société des Nations.
La pièce raconte dans un premier temps le voyage de Bardamu, personnage récurrent de Céline, au Cameroun, alors qu'il est médecin pour le compte de la SDN. Bardamu se rend ensuite aux États-Unis pour poursuivre sa mission d'étude épidémique, accompagné d'un jeune africain qu'il a « adopté ». Céline décrit crûment la misère qu'il constate sur place. Par la suite, Bardamu se rend à Genève pour terminer sa mission auprès de la SDN. Cette dernière le congédie. Les critiques voient ici la première occurrence d'un antisémitisme latent de Céline, décrit par Michel Cournot comme une paranoïa personnelle. Les deux derniers actes suivent la carrière de Bardamu dans la banlieue rouge parisienne, où il soigne les plus pauvres. Des thèmes récurrents de Céline sont déjà présents, comme les personnages oniriques de danseuses, ou le cynisme descriptif et l'absurdité des milieux que le personnage principal traverse. La pièce fait plus largement écho au parcours personnel de Céline.

## Autre édition
- Nouvelle édition dans la collection Blanche de Gallimard mise en vente le 27 juin 1952.

## Principales productions
L'Église fut représentée pour la première fois à Lyon en décembre 1936.
Compagnie Le Chantier Théâtre, Théâtre des Deux Portes 1973, puis Théâtre de la Plaine et Théâtre des Mathurins.
Mise en scène, décors et costumes de François Joxe, lumières de Jean-Pierre Abed, son de Georges Haddad.
Avec François Joxe (Bardamu), Cheik Doukouré (Mamadou / Tralamon), Ursula Kubler (Vera Stern), Jacques Hébert (Antoine / Délégué Saxon), Pierre Forget (Pistil), Élie Jourdain (Dr. Gaige / deuxième policier), Baaron (Mousso / un musicien), Jean Le Gall (Tandernot / le président Van den Prick), Daniel Postal (Inspecteur Clapot / militaire-Bonaparte), Jacques Roehrich (Major Larjunet / le client), Françoise Counot (Mme Larjunet / une dactylo), Edgar Legrand ou Alex (Gologolo), Mitzi (Flora Bonjour / une dactylo), Patrice Coursan (Marcel / le garçon de bureau), Renata Stendhal (Elisabeth Gaige), Jacques Sarais (Raspoutine / l'idéaliste scandinave), Didier Steffen (Docteur Darling / Colonel Cravach), Catherine Laborde (Janine / une danseuse), Antonin Baryel (le délégué Tchoucomacobromocrovène / Dr. Mermilleux), Gill Moutier-Gam (Miss Broum / Mme Baudrebut), Gilles Atlan (Yudenzweck), Jacques Roehrich (Mosaïc), Ganno Rigal (Moïse / Rissolet), Jean-Marie Gonzalès (Ventrenord / le premier policier)